# Pselaphodes miraculum
Pselaphodes miraculum (лат.) — вид мелких коротконадкрылых жуков рода Pselaphodes из подсемейства ощупники (Pselaphinae, Staphylinidae). Название дано по особенностям строения.

## Распространение
Юго-Восточная Азия: Китай, Guizhou.

## Описание
Мелкие жуки-ощупники, длина тела более 3,5 мм, красновато-коричневого цвета. Отличается модифицированной булавой усика (отсюда название P. miraculum от лат. «чудо»): IX антенномер квадратный с шипом и крюком на вершине, X-й мельче, чем IX, вытянутый,и слегка расширяющийся от вершины к основанию, XI-й антенномер крупный и овальный, почти такой же в длину, как VIII и IX вместе взятые. Апикальные членики IX—XI жгутика усика увеличенные (у самцов антенномер X сильно модифицированный, а IX с дисковидным выступом около переднего края, VII-й расширенный с выступом). Второй тарзомер простой, линейный, не увеличенный. Срединная метавентральная ямка отсутствует. Нижнечелюстные щупики (по крайней мере, некоторые сегменты из группы II—IV) асимметричные, округло расширенные или слегка выступающие латерально. Голова с фронтальной ямкой. Глаза выступающие. Усики прикрепляются у переднего края головы; булава усиков 3-члениковая; скапус отчётливо длиннее педицелля. Ноги тонкие и длинные; бёдра утолщённые. В основании надкрылий по две ямки. Брюшко короткое (его длина явно меньше ширины).

## Систематика
Впервые описан в 2010 году, а его валидный статус подтверждён в ходе ревизии, проведённой в 2012 году китайскими колеоптерологами Zi-Wei Yin и Li-Zhen Li (Shanghai Normal University, Шанхай, Китай). По своим признакам наиболее близок к виду Pselaphodes declinatus и Pselaphodes walkeri.